# Miquel Ferrà i Martorell
Miquel Ferrà i Martorell (Sóller, 1940) és un escriptor mallorquí.
Es va iniciar exercint com a periodista en el diari El amigo del pueblo, d'inspiració cristiana. Avui dia continua col·laborant amb publicacions periòdiques com ara Última Hora, Sóller, El Mirall, El Temps, Cultura, Diari de Balears i Entorn. Després ha treballat sobretot en el camp de l'ensenyament. Un altre àmbit d'interès de l'autor és la gastronomia.
Pel que fa a la literatura, mostra gran predilecció per la novel·la històrica, entesa com a eina pedagògica per fer conèixer el passat. La seva obra, premiada en alguns dels grans premis de la literatura catalana, ha estat traduïda a llengües com el castellà, el portuguès, l'holandès i l'alemany.

## Obra

### Narrativa breu
- 1982 Catalan Western[2]
- 1984 Contes del Call[1]
- 1988 Contes tàrtars de Mallorca[1]
- 1993 Cap de turc[3]
- 1993 Contes àrabs de Medina Mayurka[1]
- 1995 Llegendes i tradicions de les Balears[1]
- 2004 Faula del Mare Nostrum[1]

### Novel·la
- 1972 La universitat[1]
- 1975 El fabulós viatge del Minerva[4]
- 1983 Memòries secretes de Cristòfor Colom[1]
- 1984 No passaran![1]
- 1984 El xueta[5]
- 1985 El misteri del cant Z-506[1]
- 1987 La guerra secreta de Ramon Mercader[1]
- 1988 Crònica de Guinea[1]
- 1989 La madona del mar i els pirates[1]
- 1989 La dama de Boston
- 1989 Allah Akbar[1]
- 1992 La veritable història del capità Aranya[1]
- 1993 Clar lliri d'aigua[1]
- 1994 La primavera romana del Cardenal Despuig
- 1996 L'espiadimonis[1]
- 2004 El dia que Himmler va anar als toros[1]
- 2005 Abdallah Karim, el predicador[1]

### No ficció
- 1990 Sóller, imatges d'ahir[1]
- 1992 Sollerics arreu del món[1]
- 1992 Els enigmes de la nostra història[1]
- 2000 La cuina de la Revolució Francesa i les Illes Balears[1]
- 2007 Palma vista pels escriptors
- 2008 Maltractades : històries antigues d'amor i odi

## Premis literaris
- 1985 Premi Ramon Llull de novel·la per El misteri del cant Z-506[1]
- 1987 Premi Ciutat de Palma-Llorenç Villalonga de novel·la per Crònica de Guinea[1]
- 1989 Premi de Novel·la Ciutat d'Alzira per Allah Akbar (El morisc)[6]
- 1989 Premi Guillem Cifre de Colonya per La madona del mar i els pirates[1]
- 1995 Premi Enric Valor de Narrativa juvenil per L'espiadimonis[7]
- 2005 Premi Ciutat de Palma-Llorenç Villalonga de novel·la per Abdallah Karim, el predicador[1]